# Клаус Петерсен
Клаус Петерсен (нім. Klaus Petersen; 13 січня 1917, Кіль — 8 вересня 2014) — німецький офіцер-підводник, капітан-лейтенант крігсмаріне. Кавалер Німецького хреста в золоті.

## Біографія
3 квітня 1936 року вступив на флот. З 30 лютого по 30 червня 1942 року — командир підводного човна U-14, з 14 жовтня по 17 листопада 1942 і з 16 квітня 1943 по 7 квітня 1944 року — U-24, на якому здійснив 6 походів (разом 162 дні в морі), з 7 квітня по червень 1944 року — U-9, на якому здійснив 1 похід (33 дні в морі).
Всього за час бойових дій потопив 5 кораблів загальною водотоннажністю 8715 тонн і пошкодив 1 корабель водотоннажністю 412 тонни.
| Дата           | Назва корабля                 | Тип                | Тоннаж | Екіпаж | Загинули | Країна |
| -------------- | ----------------------------- | ------------------ | ------ | ------ | -------- | ------ |
| 15 червня 1943 | Т-411 «Защитник»              | Мінний тральщик    | 441    | 52     | 26       | СРСР   |
| 30 липня 1943  | Эмба (безповоротно втрачений) | Тепловий танкер    | 7,886  | ?      | ?        | СРСР   |
| 22 серпня 1943 | ДБ-36 (№363)                  | Десантний корабель | 16     | 3      | 0        | СРСР   |
| 22 серпня 1943 | ДБ-37 (№365)                  | Десантний корабель | 16     | 3      | 0        | СРСР   |
| 31 жовтня 1943 | СКА-088                       | Патрульний катер   | 56     | ?      | ?        | СРСР   |
| 11 травня 1944 | Шторм (пошкоджений)           | Міноносець         | 412    | ?      | ?        | СРСР   |

## Звання
- Кандидат в офіцери (3 квітня 1936)
- Морський кадет (10 вересня 1936)
- Фенріх-цур-зее (1 травня 1937)
- Оберфенріх-цур-зее (1 липня 1938)
- Лейтенант-цур-зее (1 жовтня 1938)
- Оберлейтенант-цур-зее (1 жовтня 1940)
- Капітан-лейтенант (1 червня 1943)

## Нагороди
- Залізний хрест 2-го і 1-го класу
- Нагрудний знак підводника
- Німецький хрест в золоті (14 липня 1944)